# کامران تلطف
کامران تلطف (۱۲ خرداد ۱۳۳۳) پژوهشگر ادبیات و جامعه‌شناسی فرهنگ، نویسنده و استاد دپارتمان مطالعات خاورمیانه در دانشگاه آریزونا است.

## تحصیلات
کامران تلطف در سال ۱۳۵۵ با مدرک کارشناسی در رشته حقوق اداری از دانشگاه تهران فارغ‌التحصیل شد و پس از آن برای ادامه تحصیل راهی آمریکا شد. بعد از آخر مدرک کارشناسی ارشد به ایران بازگشت اما پس از اقامتی ۵ ساله در ایران مجدداً رهسپار اروپا و آمریکا شد. او ابتدا مدرک تدریس زبان فرانسه دریافت کردو برای مدت کوتاهی نیز به تدریس پرداخت. سپس به دانشگاه بازگشت. 

او تا سال ۱۹۹۶ یک فوق لیسانی دیگر در تئوری ادبی و نیز مدرک دکترایش را در خاور نزدیک‌شناسی و ادبیات از دانشگاه میشیگان دریافت کرد، پایان‌نامه‌اش دربارهٔ مفهوم تاریخ‌نگاری ادبیات در خاورمیانه بود. تلطف پس از سه سال تدریس در دانشگاه پرینستون از سال ۱۹۹۹ تاکنون در دانشگاه آریزونا مشغول به تدریس است. وی بنیان‌گذار بخش فارسی در دانشگاه آیروزنا در گروه خاور میانه است. او همچنین بنیان‌گذار و رئیس برنامه بینارشته ای مطالعات فارسی و ایران‌شناسی است که برای نخستین بار در آمریکا مدرک مستقل در این رشته را به گزیده‌ای از دانشجویان اعطا می‌کند.

### تألیف
- نظامی گنجوی و ادبیات فارسی: عرفان زدایی از یک عارف (نشر پلگریو از فرانسیس و تایلور 2022)
- کتاب سیاست نوشتار: پژوهشی در شعر و داستان معاصر (۲۰۰۰)
- مدرنیته، جنسیت و ایدئولوژی در ایران (۲۰۱۱)
- کامران تلطف، دستنامه راتلیج ادبیات باستان، کلاسیک، و کلاسیک متاخر (لندن: راتلیج، 2023)
- کامران تلطف، دستنامه راتلیج ادبیات بعد از کلاسیک و معاصر (لندن: راتلیج، 2023)
- «مدرنیته، جنسیت، و ایدئولوژی: زندگی و میراث یک رقصنده ایرانی» برنده دو جایزه در آمریکا  (نشر دانشگاه سیراکیوس)
- «سیاست نویسندگی در ایران: تاریخچه ای از ادبیات معاصر ایران»  (نشر دانشگاه سیراکیوس) از کتاب های درسی دانشگاه های آمریک
- «زبان و ادبیات فارسی و فرهنگ: برگی نو و نگاهی تازه»
- «نظامی گنجوی و شعر او: معرفت، عشق و بلاغت» (نشر مک میلان)
- «فارسی معاصر: خواندن و نوشتن (شش جلد)» با همکاری دان استیلو و جروم کلینتون
- «مباحث معاصر در اسلام: گزیده ای از تفکر مدرن و بنیادگرا» با همکاری منصور معدل
- «مقالاتی در باره نیما یوشیج:  پویش مدرنیته در شعر معاصر فارسی » با همکاری احمد کریمی حکاک
- «تناقص و توسعه در سینمای ایران:» با همکاری اصغر سید قراب
- و ترجمه مشترک دو رمان شهرنوش پارسی پور از فارسی به انگلیسی
- کامران تلطف بیش از صد مقاله در باره ادبیات، ایدئولوژی، سینما، فرهنگ، و تاریخ نوشته  است.

### ترجمه به انگلیسی
- طوبا و معنای شب نوشته شهرنوش پارسی‌پور (ترجمه به انگلیسی یه همراه حوا هوشمند)[۵]

## مقالاتی دربارهٔ نیما یوشیج
مقالاتی دربارهٔ نیما یوشیج: جان‌بخشی به مدرنیسم در شعر فارسی (به انگلیسی: Essays on Nima Yushij: Animating Modernism in Persian Poetry) مجموعه‌مقالاتی دربارهٔ زندگی و شعر نیما یوشیج به‌ویراستاریِ احمد کریمی حکاک و کامران تلطف است که در آن نویسندگان مسئلهٔ تجدد را در شعر نوی فارسی بررسی می‌کنند. 